# بازيت
بازيت هو معدن نادر من معادن السيليكات يحوي على فلزي البيريليوم والسكانديوم؛ ولوحدته البلورية الصيغة الكيميائية Be3Sc2Si6O18؛ وبلوراته تتبع النظام البلوري السداسي، وهي ذات لون أزرق سماوي إلى أزرق مخضر.
يطلق على المعدن هذا الاسم نسبة إلى مكتشفه المهندس الإيطالي أليساندرو بازي Alessandro E. Bazzi.